# Terezka (rozhledna)
Terezka je název rozhledny postavené na území obce Proseč na Chrudimsku, u místní části Paseky.

## Základní informace
Tato rozhledna je jednou ze tří rozhleden, které byly postaveny sdružením obcí mikroregionu Toulovcovy maštale v letech 2003 – 2005. Výška rozhledny je 26, 5 metru, vyhlídková plošina se nachází ve 25 metrech.

## Stavební a technické údaje o rozhledně
Architektem rozhledny byl Ing. Antonín Olšina. Rozhledna je nejvyšší z trojlístku rozhleden postavených v oblasti Toulovcovy Maštale. Doba výstavby trvala od dubna do srpna 2004. Hlavním investorem bylo Sdružení obcí Toulovcovy Mašale a celý projekt byl realizován za finanční podpory Pardubického kraje. Celkové náklady na rozhlednu činily 970 tis. Kč.
Ve vrcholové části rozhledny je umístěna webová kamera. Záběr z webové kamery je k dispozici na internetových stránkách mikroregionu Maštale.